# Eratigena arganoi
Eratigena arganoi là một loài nhện trong họ Agelenidae. Chúng được Paolo Marcello Brignoli miêu tả năm 1971 và thường xuất hiện ở Ý.